# Jade (couleur)
Pour les articles homonymes, voir Jade (homonymie).

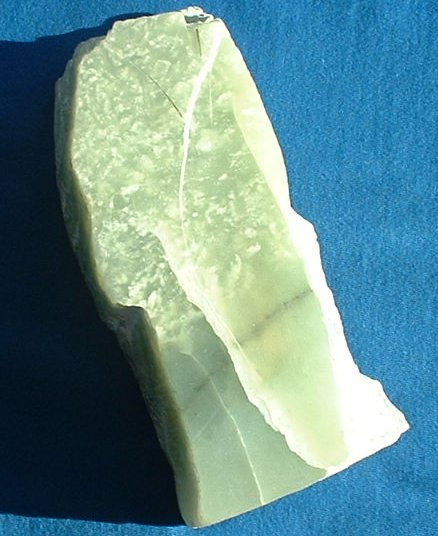
Jade vert

Le jade (ou vert jade) est un nom de couleur qui désigne, dans le contexte de la mode ou de la décoration, des nuances de vert clair pistache légèrement turquoise, en référence à une des couleurs du jade, terme désignant plusieurs minéraux de plusieurs nuances différentes ; et, en conséquence, le vert jade présente des nuances assez variées, selon la variété à laquelle on pense.
Dans les nuanciers modernes, on trouve, en peinture, Vert jade, Jade, vert jade ; en crayons de couleur, 211 jade ; en fil à broder, 911 vert jade.

## Histoire
L'expression « vert jade » est attestée en français en 1889 dans une description de mode.